# Lester Leroy Short
Lester Leroy Short (* 29. Mai 1933 in Port Chester, New York) ist ein US-amerikanischer Ornithologe. Sein Hauptforschungsfeld ist die Ordnung der Spechtvögel.

## Leben und Wirken
1955 graduierte Short zum Bachelor of Science an der Cornell University. Nach einem Zoologiestudium bei Charles Sibley an der Cornell University schrieb er 1959 seine Doktorarbeit mit dem Titel Hybridization in the Flickers (Colaptes) of North America. Von 1960 bis 1962 war er Vertretungsprofessor an der Adelphi University. Von 1963 bis 1966 arbeitete er für den United States Fish and Wildlife Service. Von 1966 bis 1997 war er Vogelkurator am American Museum of Natural History. In dieser Position unternahm er Expeditionen nach Südamerika, Afrika, Asien, Australien und den Pazifik. 1972 nahm Short an einer Expedition zur Erforschung des Okinawa-Spechts teil. Nach der Veröffentlichung der Expeditionsergebnisse 1973 im Wilson Bulletin wurde die amerikanische Öffentlichkeit auf die ernsthafte Bedrohung der Art aufmerksam gemacht und ein geplanter Bau von US-Marine-Einrichtungen im einzigen Lebensraum – dem Yambaru-Wald im nördlichen Okinawa – wurde in Frage gestellt und letztendlich verhindert. 1986 gehörte Short zu einem Team von kubanischen und US-amerikanischen Ornithologen, darunter George B. Reynard, Jennifer F. Horne, Giraldo Alayón und Alberto R. Estrada, dem es gelang, den heute möglicherweise ausgestorbenen Kuba-Elfenbeinspecht (Campephilus principalis bairdii) für kurze Zeit zu beobachten. 
Zu Shorts bekanntesten Büchern zählt Woodpeckers of the World (1982). Darüber hinaus schrieb er über 250 wissenschaftliche Artikel, darunter die wissenschaftlichen Erstbeschreibungen zum Gelbaugenstärling und zum Kaempferspecht. 1978 heiratete Short in Kenia die Ornithologin und Bioakustikerin Jennifer F. M. Horne, die 2008 starb.

## Werke (Auswahl)
- Hybridization in the Flickers (Colaptes) of North America, 1959
- Aves nuevas o poco comunes Corrientes, Republica Argentina, 1971
- Habits, Relationships, and Conservation of the Okinawa Woodpecker The Wilson Bulletin Vol. 85, No. 1, March 1973 (PDF; 1,0 MB)
- Birds of the World, 1975 (dt. Vögel, 1978)
- Woodpeckers of the World, 1982
- The Birdwatcher's Book of Lists: Lists for Recreation and Recordkeeping, 1987
- Annotated Check-list of the Birds of East Africa, 1990
- The Birdwatcher's Book of Lists: Western Region, 1992
- The Birdwatcher's Book of Lists: Eastern Region, 1992
- The Lives of Birds: Birds of the World and Their Behavior, 1993
- Toucans, Barbets and Honeyguides: Ramphastidae, Capitonidae and Indicatoridae (Bird Families of the World), 2001, ISBN 978-0-19-854666-5